# Rodolfo Valente
Rodolfo Arrabale Valente (São Paulo, 8 de marzo de 1993) es un actor brasileño. Es conocido por interpretar a Rafael en la serie 3 %, de Netflix.

## Filmografía

### Cine
| Año  | Título            | Personaje   |
| ---- | ----------------- | ----------- |
| 2000 | A Floresta Feliz  | Macaco      |
| 2011 | Carro de Paulista | Raio de Sol |
| 2012 | Chapô             | Chapô       |
| 2013 | Amparo            | Nadador     |

### Televisión
| Año       | Título                        | Personaje     |
| --------- | ----------------------------- | ------------- |
| 2001      | Ilha Rá-Tim-Bum               | Tavinho       |
| 2004      | Seus Olhos                    | Gilson        |
| 2005      | Esas mujeres                  | Mateus        |
| 2006      | Sítio do Pica-Pau Amarelo     | Pedrinho      |
| 2007      | Eterna Magia                  | Miguel        |
| 2009      | Revelação                     | Pedro Souza   |
| 2012-13   | Malhação: Intensa como a Vida | Rafael (Rafa) |
| 2016-18   | Carinha de Anjo               | Ricardo       |
| 2016-2020 | 3%                            | Rafael/Tiago  |